# سرتشنیز
سرتشنیز، روستایی از توابع شهرستان کیار در استان چهارمحال و بختیاری ایران است. کارخانه‌ی تولیدی آرد سرتشنیز که بزرگترین تولیدی آرد شهرستان کیار است، در نزدیکی جنوب این روستا واقع شده است که تنها محل صنعتی این روستا به شمار می‌رود.

## زبان
زبان مردم سرتشنیز لری بختیاری می‌باشد.

## جمعیت
این روستا در دهستان کیار شرقی قرار دارد و براساس سرشماری مرکز آمار ایران در سال ۱۳۸۵، جمعیت آن ۲٬۹۵۹ نفر (۶۳۴ خانوار) بوده‌است.

## گردشگری

### غار گرز رستم

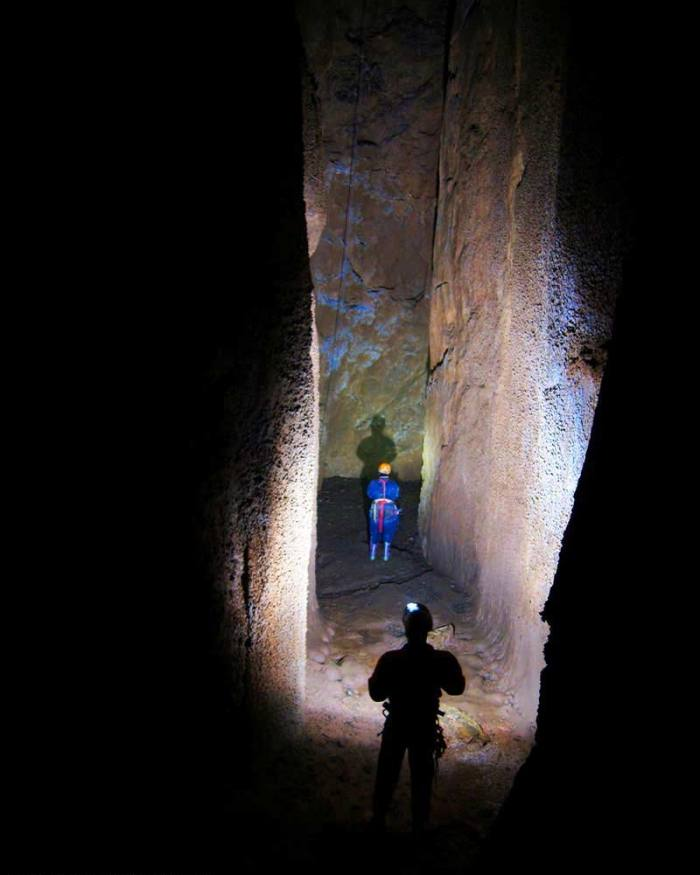
غار گرز رستم (تانا)

از جاذبه‌های گردشگری روستای سرتشنیز می‌توان به غار گرز رستم (تانا) اشاره کرد. این پدیده زمین‌شناختی در ۲ کیلومتری شمال غرب روستای سرتشنیز واقع شده است که با داشتن عمق ۲۵۰ متری، عمیق‌ترین غار استان چهارمحال و بختیاری به حساب می‌آید.

### قبور قدیمی
در جنوب روستای سرتشنیز، گورستانی واقع شده است که مربوط به دوره قاجار است. در میان این قبور، برخی افراد مورد احترام مردم بومی این روستا هستند و در مواقعی از سال، مجلسی به منظور بزرگداشت آن‌ها برگزار می‌شود.
این مکان در ۸ مرداد سال ۱۳۸۵، به شمارۀ ثبت ۶۰۰۱ در آثار ملی ایران ثبت شد.

## حادئه‌ی بالگرد

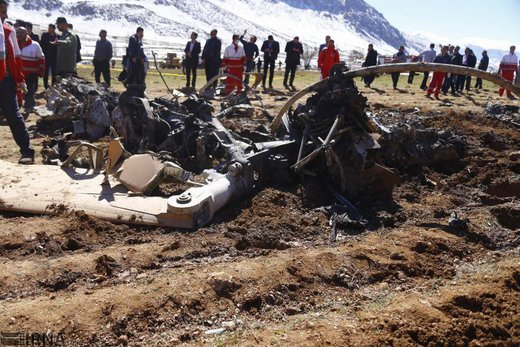
بقایای بالگرد سقوط کرده در حومۀ روستای سرتشنیز

در روز دوشنبه، ۱۳ اسفند سال ۱۳۹۷، یک فروند بالگرد اورژانس ۱۱۵ در اثر برخورد با یک دکل برق در روستا سقوط کرد. بر اثر سقوط این بالگرد که برای ماموریت به روستای دهدلی و نجات جان یک مادر باردار از فرودگاه شهرکرد اعزام شده بود، هر ۵ سرنشین این بالگرد شامل ۲ تکنسین اورژانس مرکز استان، ۲ خلبان و یک مهندس پرواز جان خود را از دست دادند. 